# Amt Viöl
Het Amt Viöl is een Amt in de Duitse deelstaat Sleeswijk-Holstein. Het Amt is een samenwerkingsverband van 13 gemeenten in het zuidoosten van de Kreis Noord-Friesland. Het bestuur is gevestigd in het dorp Viöl.

## Deelnemende gemeenten
| 1. Ahrenviöl 2. Ahrenviölfeld 3. Behrendorf 4. Bondelum 5. Haselund | 1. Immenstedt 2. Löwenstedt 3. Norstedt 4. Oster-Ohrstedt | 1. Schwesing 2. Sollwitt 3. Viöl 4. Wester-Ohrstedt |